# HHVM
HHVM (HipHop Virtual Machine) é uma máquina virtual baseada em compilação just-in-time (JIT), que serve como um mecanismo de execução para o PHP e para a linguagem de programação Hack. Usando o princípio de compilação JIT, o código PHP e Hack são primeiramente transformados em HipHop bytecode (HHBC), que é então traduzido dinamicamente em código em máquina x86-64, otimizado, e nativamente executado. Isto é diferente da usual execução interpretada do PHP, em que o Zend Engine transforma o código-fonte PHP em código de operação que servem como uma forma de código intermediário, e executa os códigos diretamente na CPU virtual do Zend Engine.
HHVM é desenvolvido pelo Facebook, com código-fonte do projeto hospedado no GitHub e licenciado sob os termos da licença PHP e Zend.